# Championnat d'Angleterre de football de deuxième division 1919-1920
Navigation
Édition précédente Édition suivante
La saison 1919-1920 est la vingt-quatrième saison du championnat d'Angleterre de football de deuxième division. Les deux premiers du championnat obtiennent une place en première division, les trois derniers sont relégués uniquement s'ils n'obtiennent pas assez de voix dans la procédure de réélection.
Tottenham Hotspur remporte la compétition et se voit promu en première division accompagné du vice-champion, Huddersfield Town. Parmi les trois derniers, Lincoln City et Grimsby Town n'obtiennent pas assez de voix pour rester en deuxième division. Le meilleur buteur est Sam Taylor avec 25 buts pour Huddersfield Town.
Le championnat reprend après la pause dû à la Première guerre mondiale et passe à 22 participants, seul Tottenham Hotspur est relégué en deuxième à la suite d'un vote.
Cinq clubs sont promus cette saison en deuxième division, après la huitième journée Leeds City est exclu de la compétition et remplacé par Port Vale qui devient le sixième promu en reprenant les points acquis par Leeds City.

## Compétition
La victoire est à deux points, un match nul vaut un point.

### Classement
| Rang | Équipe                  | Pts | J  | G  | N  | P  | Bp  | Bc  | Diff |
| ---- | ----------------------- | --- | -- | -- | -- | -- | --- | --- | ---- |
| 1    | Tottenham Hotspur R     | 70  | 42 | 32 | 6  | 4  | 102 | 32  | +70  |
| 2    | Huddersfield Town       | 64  | 42 | 28 | 8  | 6  | 97  | 38  | +59  |
| 3    | Birmingham              | 56  | 42 | 24 | 8  | 10 | 85  | 34  | +51  |
| 4    | Blackpool FC            | 52  | 42 | 21 | 10 | 11 | 65  | 47  | +18  |
| 5    | Bury FC                 | 48  | 42 | 20 | 8  | 14 | 60  | 44  | +16  |
| 6    | Fulham                  | 47  | 42 | 19 | 9  | 14 | 61  | 50  | +11  |
| 7    | West Ham United P       | 47  | 42 | 19 | 9  | 14 | 47  | 40  | +7   |
| 8    | Bristol City            | 43  | 42 | 13 | 17 | 12 | 46  | 43  | +3   |
| 9    | South Shields FC P      | 42  | 42 | 15 | 12 | 15 | 58  | 48  | +10  |
| 10   | Stoke FC P              | 42  | 42 | 18 | 6  | 18 | 60  | 54  | +6   |
| 11   | Hull City               | 42  | 42 | 18 | 6  | 18 | 78  | 72  | +6   |
| 12   | Barnsley FC             | 40  | 42 | 15 | 10 | 17 | 61  | 55  | +6   |
| 13   | Port Vale P             | 40  | 42 | 16 | 8  | 18 | 59  | 62  | -3   |
| 14   | Leicester Fosse         | 40  | 42 | 15 | 10 | 17 | 41  | 61  | -20  |
| 15   | Clapton Orient          | 38  | 42 | 16 | 6  | 20 | 51  | 59  | -8   |
| 16   | Stockport County        | 37  | 42 | 14 | 9  | 19 | 52  | 61  | -9   |
| 17   | Rotherham County P      | 34  | 42 | 13 | 8  | 21 | 51  | 83  | -32  |
| 18   | Nottingham Forest       | 31  | 42 | 11 | 9  | 22 | 43  | 73  | -30  |
| 19   | Wolverhampton Wanderers | 30  | 42 | 10 | 10 | 22 | 55  | 80  | -25  |
| 20   | Coventry City P         | 29  | 42 | 9  | 11 | 22 | 35  | 73  | -38  |
| 21   | Lincoln City            | 27  | 42 | 9  | 9  | 24 | 44  | 101 | -57  |
| 22   | Grimsby Town            | 25  | 42 | 10 | 5  | 27 | 34  | 75  | -41  |

|  | Vainqueur de la deuxième division et promotion en First Division |
|  | Promotion en First Division                                      |
|  | Réélection                                                       |
|  | Relégué                                                          |

- Parmi les trois derniers, seul Coventry City obtient assez de voix et reste en deuxième division.